# Deputati della XXVII legislatura del Regno d'Italia
Elenco dei deputati eletti per la XXVII legislatura del Regno d'Italia nelle 15 circoscrizioni elettorali.
Con un asterisco sono indicati i deputati non proclamati inizialmente.
| Nome                                    | Circoscrizione          | Lista                      |
| --------------------------------------- | ----------------------- | -------------------------- |
| Abisso, Angelo                          | Sicilia                 | Nazionale                  |
| Acerbo, Giacomo                         | Abruzzi e Molise        | Nazionale                  |
| Adinolfi, Matteo                        | Campania                | Nazionale                  |
| Agnini, Gregorio                        | Emilia                  | Socialista unitaria        |
| Albanese, Giuseppe                      | Calabria e Basilicata   | Democratica sociale        |
| Alberti, Gaetano                        | Campania                | Nazionale                  |
| Albicini, Alessandro                    | Emilia                  | Nazionale                  |
| Aldi Mai, Gino                          | Toscana                 | Nazionale bis              |
| Aldisio, Salvatore                      | Sicilia                 | Popolare                   |
| Alfani, Luigi                           | Campania                | Comunista                  |
| Alfieri, Edoardo Dino                   | Lombardia               | Nazionale                  |
| Alice, Giovanni                         | Piemonte                | Nazionale                  |
| Amedeo, Filippo                         | Piemonte                | Socialista massimalista    |
| Amendola, Giovanni                      | Campania                | Opposizione costituzionale |
| Amicucci, Ermanno                       | Abruzzi e Molise        | Nazionale bis              |
| Anile, Antonino                         | Calabria e Basilicata   | Popolare                   |
| Antonelli, Umberto                      | Abruzzi e Molise        | Nazionale bis              |
| Armato, Antonio Alfredo                 | Sicilia                 | Nazionale                  |
| Arnoni, Fortunato Tommaso               | Calabria e Basilicata   | Nazionale                  |
| Arpinati, Leandro                       | Emilia                  | Nazionale                  |
| Arrivabene Valenti Gonzaga, Giberto     | Veneto                  | Nazionale                  |
| Arrivabene, Antonio                     | Lombardia               | Nazionale                  |
| Bacci, Giovanni                         | Emilia                  | Socialista massimalista    |
| Bagnasco, Domenico                      | Piemonte                | Nazionale                  |
| Baiocchi, Adolfo                        | Toscana                 | Nazionale                  |
| Baistrocchi, Federico                   | Campania                | Nazionale                  |
| Balbo, Italo                            | Emilia                  | Nazionale                  |
| Baldesi, Gino                           | Toscana                 | Socialista unitaria        |
| Banelli, Giovanni Floriano              | Venezia Giulia          | Nazionale                  |
| Baragiola, Carlo                        | Lombardia               | Nazionale                  |
| Baranzini, Arturo                       | Lombardia               | Popolare                   |
| Barattolo, Giuseppe                     | Campania                | Liberale                   |
| Barbaro, Michele                        | Calabria e Basilicata   | Nazionale                  |
| Barbiellini Amidei, Bernardo            | Emilia                  | Nazionale                  |
| Barbieri, Talete                        | Veneto                  | Nazionale                  |
| Barduzzi, Carlo                         | Veneto                  | Nazionale                  |
| Barnaba, Pier Arrigo                    | Venezia Giulia          | Nazionale                  |
| Bartolomei, Alessandro                  | Toscana                 | Nazionale                  |
| Bassi, Giuseppe Alberto                 | Veneto                  | Nazionale                  |
| Bastianini, Giuseppe                    | Lazio e Umbria          | Nazionale                  |
| Bavaro, Vincenzo                        | Puglie                  | Nazionale                  |
| Belloni, Amedeo                         | Piemonte                | Nazionale                  |
| Belloni, Ernesto                        | Lombardia               | Nazionale                  |
| Bellotti, Pietro                        | Lombardia               | Socialista unitaria        |
| Belluzzo, Giuseppe                      | Veneto                  | Nazionale                  |
| Benassi, Tommaso                        | Emilia                  | Nazionale                  |
| Bencivenga, Roberto                     | Campania                | Opposizione costituzionale |
| Bendini, Arturo                         | Piemonte                | Comunista                  |
| Beneduce, Giuseppe                      | Campania                | Nazionale                  |
| Benelli, Sem                            | Toscana                 | Nazionale                  |
| Bennati, Domenico                       | Calabria e Basilicata   | Nazionale                  |
| Benni, Antonio Stefano                  | Lombardia               | Nazionale                  |
| Bergamo, Guido                          | Veneto                  | Repubblicana               |
| Bergamo, Mario                          | Emilia                  | Repubblicana               |
| Berlinguer, Mario                       | Sardegna                | Opposizione costituzionale |
| Bertacchi, Daniele                      | Piemonte                | Nazionale                  |
| Bertone, Giovanni Battista              | Piemonte                | Popolare                   |
| Besednjak, Egilberto                    | Venezia Giulia          | Slavi e tedeschi           |
| Bette, Augusto                          | Sicilia                 | Nazionale                  |
| Biagi, Bruno                            | Emilia                  | Nazionale                  |
| Biancardi, Dionigi                      | Liguria                 | Nazionale                  |
| Bianchi, Fausto                         | Emilia                  | Nazionale                  |
| Bianchi, Michele                        | Calabria e Basilicata   | Nazionale                  |
| Bianchi, Vincenzo                       | Campania                | Nazionale                  |
| Bifani, Antonio                         | Campania                | Nazionale                  |
| Bigliardi, Antonio                      | Emilia                  | Nazionale                  |
| Bilucaglia, Luigi                       | Venezia Giulia          | Nazionale                  |
| Bisi, Tommaso                           | Lombardia               | Nazionale                  |
| Blanc, Gian Alberto                     | Campania                | Nazionale                  |
| Bocconi, Alessandro                     | Marche                  | Socialista unitaria        |
| Bodrero, Emilio                         | Veneto                  | Nazionale                  |
| Boeri, Giovanni Battista                | Lombardia               | Nazionale                  |
| Boggiano Pico, Antonio                  | Liguria                 | Popolare                   |
| Boido, Battista                         | Piemonte                | Nazionale                  |
| Bolzon, Piero                           | Veneto                  | Nazionale                  |
| Bonajuto, Salvatore                     | Sicilia                 | Nazionale                  |
| Bonardi, Carlo                          | Lombardia               | Nazionale                  |
| Boncompagni Ludovisi, Francesco         | Lazio e Umbria          | Nazionale                  |
| Bono, Ugo                               | Puglie                  | Nazionale                  |
| Borin, Igino                            | Veneto                  | Comunista                  |
| Borriello, Biagio                       | Campania                | Nazionale                  |
| Bosco Lucarelli, Giambattista           | Campania                | Popolare                   |
| Bottai, Giuseppe                        | Lazio e Umbria          | Nazionale                  |
| Bovio, Corso                            | Campania                | Socialista massimalista    |
| Bracco, Roberto                         | Campania                | Opposizione costituzionale |
| Braschi, Giovanni                       | Emilia                  | Popolare                   |
| Brenci, Alessandro                      | Veneto                  | Popolare                   |
| Brescia, Eduardo                        | Campania                | Nazionale                  |
| Bresciani, Bruno                        | Veneto                  | Nazionale                  |
| Bresciani, Carlo                        | Lombardia               | Popolare                   |
| Broccardi, Eugenio                      | Liguria                 | Nazionale                  |
| Buffarini Guidi, Guido                  | Toscana                 | Nazionale                  |
| Buozzi, Bruno                           | Piemonte                | Socialista unitaria        |
| Buratti, Vittorio                       | Piemonte                | Popolare                   |
| Buronzo, Vincenzo                       | Piemonte                | Nazionale                  |
| Buttafochi, Carlo                       | Lombardia               | Nazionale                  |
| Caccianiga, Gino                        | Veneto                  | Nazionale                  |
| Caldara, Emilio                         | Lombardia               | Socialista unitaria        |
| Calore, Augusto                         | Veneto                  | Nazionale                  |
| Campanini, Romeo                        | Lombardia               | Socialista massimalista    |
| Canelli, Gabriele                       | Puglie                  | Nazionale bis              |
| Canepa, Giuseppe                        | Liguria                 | Socialista unitaria        |
| Canovai, Tito Cesare                    | Toscana                 | Nazionale                  |
| Cantalupo, Roberto                      | Campania                | Nazionale                  |
| Cao, Giovanni                           | Sardegna                | Nazionale                  |
| Capanni, Italo                          | Toscana                 | Nazionale                  |
| Capocchi, Russardo                      | Toscana                 | Socialista massimalista    |
| Cappa, Innocenzo                        | Lombardia               | Nazionale                  |
| Cappa, Paolo                            | Liguria                 | Popolare                   |
| Capra, Luigi                            | Veneto                  | Popolare                   |
| Caprice, Spiridione                     | Abruzzi e Molise        | Nazionale                  |
| Caprino, Antonello                      | Sardegna                | Nazionale                  |
| Caradonna, Giuseppe                     | Puglie                  | Nazionale                  |
| Carbonari, Luigi                        | Veneto                  | Popolare                   |
| Carboni, Vincenzo                       | Lazio e Umbria          | Nazionale                  |
| Cariolato, Tullio                       | Veneto                  | Nazionale                  |
| Carnazza, Carlo                         | Sicilia                 | Nazionale                  |
| Carnazza, Gabriello                     | Sicilia                 | Nazionale                  |
| Cartoni, Ercole                         | Lazio e Umbria          | Nazionale                  |
| Carusi, Mario                           | Abruzzi e Molise        | Nazionale                  |
| Casagrande Di Villaviera, Eugenio       | Lazio e Umbria          | Nazionale                  |
| Casalicchio, Ugo                        | Veneto                  | Nazionale                  |
| Casalini, Armando                       | Lombardia               | Nazionale                  |
| Casalini, Giulio                        | Piemonte                | Socialista unitaria        |
| Casalini, Vincenzo                      | Veneto                  | Nazionale                  |
| Casertano, Antonio                      | Campania                | Nazionale                  |
| Cassinelli, Bruno                       | Lazio e Umbria          | Socialista massimalista    |
| Catalani, Vito                          | Calabria e Basilicata   | Nazionale                  |
| Cavalieri, Edgardo                      | Lombardia               | Nazionale                  |
| Cavazzoni, Stefano                      | Lombardia               | Nazionale                  |
| Cavina, Giulio                          | Toscana                 | Socialista massimalista    |
| Ceci, Consalvo                          | Puglie                  | Nazionale bis              |
| Celesia Di Vegliasco, Giovanni          | Liguria                 | Nazionale                  |
| Cerri, Augusto                          | Puglie                  | Nazionale                  |
| Cerulli Irelli, Vincenzo                | Abruzzi e Molise        | Nazionale                  |
| Ceserani, Tobia                         | Lombardia               | Nazionale                  |
| Chiarelli, Ignazio                      | Veneto                  | Nazionale                  |
| Chiarini, Angelo                        | Emilia                  | Nazionale                  |
| Chiesa, Eugenio                         | Toscana                 | Repubblicana               |
| Chiostri, Manfredo                      | Toscana                 | Nazionale                  |
| Cian, Vittorio                          | Piemonte                | Nazionale                  |
| Ciano, Costanzo                         | Toscana                 | Nazionale                  |
| Ciardi, Livio                           | Toscana                 | Nazionale                  |
| Ciarlantini, Francesco                  | Veneto                  | Nazionale                  |
| Cimoroni, Oreste                        | Abruzzi e Molise        | Nazionale                  |
| Cingolani, Mario                        | Lazio e Umbria          | Popolare                   |
| Codacci Pisanelli, Alfredo              | Puglie                  | Nazionale                  |
| Colonna di Cesarò, Giovanni Antonio     | Sicilia                 | Democratica sociale        |
| Colucci, Leonida                        | Puglie                  | Nazionale                  |
| Conca, Paolo                            | Veneto                  | Socialista massimalista    |
| Conti, Giovanni                         | Lazio e Umbria          | Repubblicana               |
| Corini, Felice                          | Emilia                  | Popolare                   |
| Cosattini, Giovanni                     | Venezia Giulia          | Socialista unitaria        |
| Costa, Mariano                          | * Sicilia               | Socialista unitaria        |
| Crisafulli Mondio, Michele              | Sicilia                 | Nazionale                  |
| Cristini, Guido                         | Abruzzi e Molise        | Nazionale                  |
| Crollalanza, Araldo di                  | Puglie                  | Nazionale                  |
| Cucco, Alfredo                          | Sicilia                 | Nazionale                  |
| Cucini, Bramante                        | Liguria                 | Nazionale                  |
| D'Alessio, Francesco                    | Calabria e Basilicata   | Liberale                   |
| D'Alessio, Nicola                       | Calabria e Basilicata   | Liberale                   |
| D'Ambrosio, Manlio                      | Campania                | Opposizione costituzionale |
| Damen, Onorato                          | Toscana                 | Comunista                  |
| D'Ayala, Francesco Saverio              | Sicilia                 | Nazionale                  |
| De Capitani d'Arzago, Giuseppe          | Lombardia               | Nazionale                  |
| De Caro, Raffaele                       | * Campania              | Opposizione costituzionale |
| De Cicco, Attilio                       | Puglie                  | Nazionale                  |
| De Collibus, Filandro                   | Abruzzi e Molise        | Nazionale                  |
| De Cristofaro, Paolo                    | Campania                | Nazionale                  |
| De Gasperi, Alcide                      | Veneto                  | Popolare                   |
| De Grecis, Nicola                       | Puglie                  | Liberale                   |
| De Marsico, Alfredo                     | Campania                | Nazionale                  |
| De Martino, Augusto                     | Campania                | Nazionale                  |
| De Nicola, Enrico                       | Campania                | Nazionale                  |
| De Nobili Di Vezzano, Rino              | Liguria                 | Nazionale                  |
| De Simone Niquesa, Luigi                | Abruzzi e Molise        | Nazionale bis              |
| De Stefani, Alberto                     | Veneto                  | Nazionale                  |
| Del Bello, Diego                        | Marche                  | Socialista massimalista    |
| Delcroix, Carlo                         | Toscana                 | Nazionale                  |
| Delitala, Palmerio                      | Sardegna                | Popolare                   |
| Di Fausto, Amanto                       | Lazio e Umbria          | Popolare                   |
| Di Giorgio, Antonino                    | Sicilia                 | Nazionale                  |
| Di Marzo, Salvatore                     | Sicilia                 | Nazionale                  |
| Di Mirafiori Guerrieri, Gastone         | Piemonte                | Nazionale                  |
| Donegani, Guido                         | Toscana                 | Nazionale bis              |
| Ducos, Marziale                         | Lombardia               | Nazionale                  |
| Dudan, Alessandro                       | Venezia Giulia          | Nazionale                  |
| Fabbri, Luigi                           | Emilia                  | Socialista massimalista    |
| Fabbrici, Giovanni                      | Emilia                  | Nazionale                  |
| Facchinetti, Cipriano                   | Venezia Giulia          | Repubblicana               |
| Fani, Amedeo                            | * Lazio e Umbria        | Nazionale bis              |
| Fantoni, Luciano                        | Venezia Giulia          | Popolare                   |
| Faranda, Giuseppe                       | Sicilia                 | Democratica sociale        |
| Farina, Mattia                          | Campania                | Nazionale                  |
| Farinacci, Roberto                      | Lombardia               | Nazionale                  |
| Fazio, Egidio                           | Piemonte                | Liberale                   |
| Fedele, Pietro                          | Campania                | Nazionale                  |
| Federzoni, Luigi                        | Lazio e Umbria          | Nazionale                  |
| Felicioni, Felice                       | Lazio e Umbria          | Nazionale                  |
| Fera, Saverio                           | Toscana                 | Nazionale                  |
| Ferrari, Enrico                         | * Emilia                | Comunista                  |
| Ferretti, Lando                         | Toscana                 | Nazionale                  |
| Finzi, Aldo                             | Veneto                  | Nazionale                  |
| Fontana, Attilio                        | Lombardia               | Nazionale                  |
| Forni, Cesare                           | Lombardia               | Fascista dissidente        |
| Forni, Roberto                          | Piemonte                | Nazionale                  |
| Fortichiari, Bruno                      | Lombardia               | Comunista                  |
| Foschini, Luigi Maria                   | Campania                | Nazionale                  |
| Fragapane, Benedetto                    | Sicilia                 | Nazionale                  |
| Franco, Guido                           | Puglie                  | Nazionale                  |
| Frignani, Giuseppe                      | Emilia                  | Nazionale                  |
| Fulci, Luigi                            | Sicilia                 | Democratica sociale        |
| Gabbi, Umberto                          | Emilia                  | Nazionale                  |
| Gai, Silvio                             | Marche                  | Nazionale                  |
| Galeazzi, Ernesto                       | Marche                  | Nazionale                  |
| Galeno, Angelo                          | Veneto                  | Socialista massimalista    |
| Galla, Tito                             | Veneto                  | Popolare                   |
| Gallani, Dante                          | Veneto                  | Socialista massimalista    |
| Gallo, Marcello                         | Marche                  | Nazionale                  |
| Gangitano, Luigi                        | Sicilia                 | Nazionale                  |
| Gargiolli, Girolamo                     | Toscana                 | Nazionale bis              |
| Gasparotto, Luigi                       | Lombardia               | Nazionale                  |
| Gatti, Salvatore                        | Lazio e Umbria          | Nazionale                  |
| Gemelli, Bruno                          | Piemonte                | Nazionale                  |
| Gennari, Egidio                         | Venezia Giulia          | Comunista                  |
| Genovesi, Cesare                        | Lombardia               | Nazionale                  |
| Gentile, Giuseppe                       | Sicilia                 | Nazionale                  |
| Geremicca, Alberto                      | Campania                | Nazionale                  |
| Gianferrari, Prospero                   | Veneto                  | Nazionale                  |
| Gianotti, Romano                        | Piemonte                | Nazionale                  |
| Gianturco, Bartolo                      | Campania                | Nazionale                  |
| Giarratana, Alfredo                     | Lombardia               | Nazionale                  |
| Gilardoni, Annibale                     | Venezia Giulia          | Popolare                   |
| Gioda, Mario                            | Piemonte                | Nazionale                  |
| Giolitti, Giovanni                      | Piemonte                | Liberale                   |
| Giorgio, Carmine                        | Puglie                  | Comunista                  |
| Giovannini, Alberto                     | Veneto                  | Nazionale                  |
| Giuffrida, Vincenzo                     | Sicilia                 | Opposizione costituzionale |
| Giuliano, Balbino                       | Emilia                  | Nazionale                  |
| Giunta, Francesco                       | Venezia Giulia          | Nazionale                  |
| Giuriati, Giovanni                      | Veneto                  | Nazionale                  |
| Gnocchi, Carlo                          | Lombardia               | Nazionale                  |
| Gonzales, Enrico                        | Lombardia               | Socialista unitaria        |
| Gorini, Alessandro                      | Lombardia               | Nazionale                  |
| Gramsci, Antonio                        | Veneto                  | Comunista                  |
| Grancelli, Luigi                        | Veneto                  | Nazionale                  |
| Grandi, Achille                         | Lombardia               | Popolare                   |
| Grandi, Dino                            | Emilia                  | Nazionale                  |
| Grassi Voces, Giuseppe                  | Sicilia                 | Nazionale                  |
| Gray, Ezio Maria                        | Lombardia               | Nazionale                  |
| Graziadei, Antonio                      | Liguria                 | Comunista                  |
| Graziano, Silvestro                     | Sicilia                 | Liberale                   |
| Greco, Paolo                            | Campania                | Nazionale                  |
| Grieco, Ruggero                         | * Puglie                | Comunista                  |
| Gronchi, Giovanni                       | Toscana                 | Popolare                   |
| Grossi, Leonello                        | Emilia                  | Socialista massimalista    |
| Guaccero, Alessandro                    | Puglie                  | Nazionale bis              |
| Guarienti, Ugo                          | Veneto                  | Popolare                   |
| Guarino Amella, Giovanni                | Sicilia                 | Democratica sociale        |
| Guglielmi, Giorgio                      | Lazio e Umbria          | Nazionale                  |
| Gullo, Fausto                           | Calabria e Basilicata   | Comunista                  |
| Igliori, Ulisse                         | Lazio e Umbria          | Nazionale                  |
| Imberti, Giovanni Battista              | Piemonte                | Nazionale                  |
| Innamorati, Ferdinando                  | * Lazio e Umbria        | Socialista unitaria        |
| Insabato, Enrico                        | Piemonte                | Partito dei contadini      |
| Jacini, Stefano                         | Lombardia               | Popolare                   |
| Joele, Francesco                        | Calabria e Basilicata   | Nazionale                  |
| Josa, Guglielmo                         | Abruzzi e Molise        | Nazionale                  |
| Jung, Guido                             | Sicilia                 | Nazionale                  |
| La Bella, Rosario                       | Sicilia                 | Nazionale                  |
| La Loggia, Enrico                       | Sicilia                 | Opposizione costituzionale |
| La Rosa, Luigi                          | Sicilia                 | Popolare                   |
| Labriola, Arturo                        | Campania                | Socialista unitaria        |
| Lanfranconi, Luigi                      | Lombardia               | Nazionale                  |
| Lantini, Ferruccio                      | Liguria                 | Nazionale                  |
| Lanza di Scalea, Pietro                 | Sicilia                 | Nazionale                  |
| Lanza di Trabia, Giuseppe               | Sicilia                 | Nazionale                  |
| Lanzillo, Agostino                      | Calabria e Basilicata   | Nazionale                  |
| La Russa, Ignazio                       | Calabria e Basilicata   | Nazionale                  |
| Lazzari, Costantino                     | Lombardia               | Socialista massimalista    |
| Leicht, Pier Silverio                   | Venezia Giulia          | Nazionale                  |
| Leonardi, Valentino                     | Lazio e Umbria          | Nazionale                  |
| Leone, Leone                            | Sicilia                 | Nazionale                  |
| Leoni, Antonio                          | Sardegna                | Nazionale                  |
| Lessona, Alessandro                     | Liguria                 | Nazionale                  |
| Limongelli, Mario                       | Puglie                  | Nazionale                  |
| Lipani, Damiano                         | Sicilia                 | Nazionale                  |
| Lissia, Pietro                          | Sardegna                | Nazionale                  |
| Lo Monte, Giovanni                      | Sicilia                 | Democratica sociale        |
| Lo Sardo, Francesco                     | Sicilia                 | Comunista                  |
| Locatelli, Antonio                      | Lombardia               | Nazionale                  |
| Lombardi, Nicola                        | Calabria e Basilicata   | Opposizione costituzionale |
| Lombardo Pellegrino, Ettore             | Sicilia                 | Opposizione costituzionale |
| Longinotti, Giovanni Maria              | Lombardia               | Popolare                   |
| Lopardi, Emidio                         | Abruzzi e Molise        | Socialista unitaria        |
| Loreto, Gerardo                         | Calabria e Basilicata   | Nazionale                  |
| Lucci, Arnaldo                          | Campania                | Socialista massimalista    |
| Lunelli, Italo                          | Veneto                  | Nazionale                  |
| Lupi, Dario                             | Toscana                 | Nazionale                  |
| Lussu, Emilio                           | Sardegna                | Partito sardo              |
| Macarini Carmignani, Renato             | Toscana                 | Nazionale                  |
| Macchi, Luigi                           | Sicilia                 | Opposizione costituzionale |
| Maccotta, Luigi                         | Sicilia                 | Nazionale                  |
| Macrelli, Cino                          | Emilia                  | Repubblicana               |
| Madia, Giambattista                     | Calabria e Basilicata   | Nazionale                  |
| Maffei, Gino                            | Lombardia               | Nazionale                  |
| Maffi, Fabrizio                         | Piemonte                | Comunista                  |
| Maggi, Carlo Maria                      | Lombardia               | Nazionale                  |
| Magrini, Iginio Maria                   | Veneto                  | Nazionale                  |
| Majorana Calatabiano, Dante             | Sicilia                 | Nazionale                  |
| Mammalella, Amedeo                      | Campania                | Nazionale                  |
| Manaresi, Angelo                        | Emilia                  | Nazionale                  |
| Mancini, Pietro                         | Calabria e Basilicata   | Socialista massimalista    |
| Mandragora, Leonardo                    | Puglie                  | Nazionale                  |
| Manfredi, Francesco                     | Puglie                  | Liberale                   |
| Mantovani, Vico                         | Emilia                  | Nazionale                  |
| Marani, Francesco                       | Venezia Giulia          | Nazionale                  |
| Maraviglia, Maurizio                    | Calabria e Basilicata   | Nazionale                  |
| Marchi, Corrado                         | Liguria                 | Nazionale                  |
| Marchi, Giovanni                        | Toscana                 | Nazionale                  |
| Marconcini, Federico                    | Piemonte                | Popolare                   |
| Marescalchi, Arturo                     | Piemonte                | Nazionale                  |
| Mariotti, Alessandro                    | Marche                  | Nazionale                  |
| Marquet, Dionigi                        | Toscana                 | Nazionale                  |
| Martelli, Alessandro                    | Toscana                 | Nazionale                  |
| Martini, Mario Augusto                  | Toscana                 | Popolare                   |
| Martire, Egilberto                      | Lazio e Umbria          | Nazionale                  |
| Marzotto, Luciano                       | Veneto                  | Nazionale                  |
| Mastino, Pietro                         | Sardegna                | Partito sardo              |
| Mattei Gentili, Paolo                   | Marche                  | Nazionale                  |
| Matteotti, Giacomo                      | ...                     | Socialista unitaria        |
| Mauri, Angelo                           | Lombardia               | Popolare                   |
| Maury di Morancez, Eugenio              | Puglie                  | Nazionale                  |
| Mazza de Piccioli, Guido                | Lombardia               | Nazionale                  |
| Mazzini, Giuseppe                       | Piemonte                | Nazionale                  |
| Mazzolini, Serafino                     | Marche                  | Nazionale                  |
| Mazzoni, Nino                           | Emilia                  | Socialista unitaria        |
| Mazzucco, Ettore                        | Piemonte                | Nazionale                  |
| Mecco, Pietro Carlo Nestore             | Piemonte                | Nazionale                  |
| Meriano, Francesco                      | Emilia                  | Nazionale                  |
| Merizzi, Giovanni                       | Lombardia               | Popolare                   |
| Merlin, Umberto                         | Veneto                  | Popolare                   |
| Mesolella, Riccardo                     | Campania                | Nazionale                  |
| Messedaglia, Luigi                      | Veneto                  | Nazionale                  |
| Miari De Cumani, Giacomo                | Veneto                  | Nazionale                  |
| Micheli, Giuseppe                       | Emilia                  | Popolare                   |
| Milani, Fulvio                          | Emilia                  | Popolare                   |
| Milani, Giovanni                        | Veneto                  | Nazionale                  |
| Miliani, Giambattista                   | Marche                  | Nazionale                  |
| Modigliani, Giuseppe Emanuele           | Toscana                 | Socialista unitaria        |
| Molè, Enrico                            | Calabria e Basilicata   | Opposizione costituzionale |
| Molinelli, Guido                        | Marche                  | Comunista                  |
| Momigliano, Riccardo                    | Lombardia               | Socialista massimalista    |
| Mongiò, Donato                          | Puglie                  | Liberale                   |
| Montini, Giorgio                        | Lombardia               | Popolare                   |
| Morea, Alfredo                          | Marche                  | Repubblicana               |
| Morelli, Eugenio                        | Lombardia               | Nazionale                  |
| Morelli, Giuseppe                       | Toscana                 | Nazionale                  |
| Moreno, Osvaldo                         | Liguria                 | Nazionale                  |
| Moretti, Giuseppe                       | Lombardia               | Nazionale                  |
| Morgari, Oddino                         | Piemonte                | Socialista unitaria        |
| Motta, Giacinto                         | Lombardia               | Nazionale                  |
| Mrach, Giovanni                         | Venezia Giulia          | Nazionale                  |
| Musatti, Elia                           | * Veneto                | Socialista unitaria        |
| Muscatello, Giuseppe                    | Sicilia                 | Nazionale                  |
| Musotto, Francesco                      | Sicilia                 | Nazionale                  |
| Mussolini, Benito                       | Lombardia               | Nazionale                  |
| Muzzarini, Mario                        | Emilia                  | Nazionale                  |
| Nasi, Nunzio                            | Sicilia                 | Democratica sociale        |
| Negrini, Ferdinando                     | Lombardia               | Nazionale                  |
| Netti, Aldo                             | Lazio e Umbria          | Nazionale bis              |
| Nobili Oro, Tito                        | Lazio e Umbria          | Socialista massimalista    |
| Noseda, Angelo                          | Lombardia               | Socialista massimalista    |
| Nunziante di San Ferdinando, Ferdinando | Calabria e Basilicata   | Nazionale                  |
| Olivetti, Gino                          | Piemonte                | Nazionale                  |
| Olivi, Giuseppe                         | Veneto                  | Nazionale                  |
| Olmo, Roberto                           | Piemonte                | Nazionale                  |
| Orano, Paolo                            | Toscana                 | Nazionale                  |
| Orefici, Girolamo                       | Lombardia               | Nazionale                  |
| Orlando, Vittorio Emanuele              | Sicilia                 | Nazionale                  |
| Orsolini Cencelli, Valentino            | Lazio e Umbria          | Nazionale                  |
| Oviglio, Aldo                           | Emilia                  | Nazionale                  |
| Pace, Biagio                            | Sicilia                 | Nazionale                  |
| Padulli, Giulio                         | Lombardia               | Nazionale                  |
| Pala, Giovanni                          | Liguria                 | Nazionale                  |
| Palma, Ferdinando                       | Campania                | Liberale                   |
| Palmisano, Paolo                        | Sicilia                 | Nazionale                  |
| Panunzio, Sergio                        | Puglie                  | Nazionale                  |
| Paoletti, Verecondo                     | Lazio e Umbria          | Nazionale                  |
| Paolucci, Raffaele                      | Abruzzi e Molise        | Nazionale                  |
| Paratore, Giuseppe                      | Sicilia                 | Nazionale                  |
| Pascale, Luigi                          | * Campania              | Liberale                   |
| Pasqualino Vassallo, Rosario            | Sicilia                 | Nazionale                  |
| Pavoncelli, Giuseppe Augusto            | Campania                | Nazionale                  |
| Pedrazzi, Orazio                        | Piemonte                | Nazionale                  |
| Peglion, Vittorio                       | Emilia                  | Nazionale                  |
| Pellanda, Paolino                       | Piemonte                | Nazionale                  |
| Pellizzari, Ludovico                    | Puglie                  | Nazionale                  |
| Pennavaria, Filippo                     | Sicilia                 | Nazionale                  |
| Pennisi di Santa Margherita, Giuseppe   | Sicilia                 | Nazionale                  |
| Perna, Amedeo                           | Calabria e Basilicata   | Nazionale                  |
| Persico, Giovanni                       | Campania                | Democratica sociale        |
| Petrillo, Alfredo                       | Campania                | Nazionale                  |
| Pezzullo, Angelo                        | Campania                | Liberale                   |
| Piccinato, Ottorino                     | Veneto                  | Nazionale                  |
| Picelli, Guido                          | Emilia                  | Comunista                  |
| Pierazzi, Ferdinando                    | Toscana                 | Nazionale                  |
| Pili, Paolo                             | Sardegna                | Nazionale                  |
| Pirrone, Gaetano                        | Sicilia                 | Nazionale                  |
| Pisenti, Piero                          | Venezia Giulia          | Nazionale                  |
| Pivano, Livio                           | Piemonte                | Nazionale                  |
| Poggi, Michelino                        | Liguria                 | Liberale                   |
| Polverelli, Gaetano                     | Marche                  | Nazionale                  |
| Ponti, Gian Giacomo                     | Piemonte                | Nazionale                  |
| Ponzio di San Sebastiano, Mario         | Lazio e Umbria          | Nazionale                  |
| Porzio, Giovanni                        | Campania                | Nazionale                  |
| Postiglione, Gaetano                    | Puglie                  | Nazionale                  |
| Prampolini, Camillo                     | Emilia                  | Socialista unitaria        |
| Preda, Giambattista                     | Lombardia               | Nazionale                  |
| Presutti, Enrico                        | Abruzzi e Molise        | Opposizione costituzionale |
| Prinetti, Francesco                     | Piemonte                | Nazionale                  |
| Priolo, Antonio                         | Calabria e Basilicata   | Socialista unitaria        |
| Prunotto, Urbano Benigno                | Piemonte                | Partito dei contadini      |
| Putzolu, Antonio                        | Sardegna                | Nazionale                  |
| Quilico, Carlo Alberto                  | Piemonte                | Nazionale                  |
| Racheli, Mario                          | Puglie                  | Nazionale bis              |
| Raggio, Armando Amedeo                  | Emilia                  | Nazionale                  |
| Ranieri, Remo                           | Emilia                  | Nazionale                  |
| Raschi, Romolo                          | Lazio e Umbria          | Nazionale bis              |
| Ravazzolo, Arturo                       | Venezia Giulia          | Nazionale                  |
| Razza, Luigi                            | * Toscana               | Nazionale bis              |
| Re David, Gaetano                       | Puglie                  | Nazionale                  |
| Rebora, Gian Battista                   | Piemonte                | Nazionale                  |
| Renda, Salvatore                        | Calabria e Basilicata   | Nazionale                  |
| Repossi, Luigi                          | Lombardia               | Comunista                  |
| Restivo, Empedocle                      | Sicilia                 | Democratica sociale        |
| Riboldi, Ezio                           | Lombardia               | Comunista                  |
| Riccardi, Raffaello                     | Marche                  | Nazionale                  |
| Ricchioni, Vincenzo                     | Puglie                  | Nazionale                  |
| Ricci, Renato                           | Toscana                 | Nazionale                  |
| Riccio, Vincenzo                        | Abruzzi e Molise        | Nazionale                  |
| Riolo, Salvatore                        | Sicilia                 | Nazionale                  |
| Rocca, Massimo                          | Lombardia               | Nazionale                  |
| Rocco, Alfredo                          | Lazio e Umbria          | Nazionale                  |
| Rodinò, Giulio                          | Campania                | Popolare                   |
| Romanini, Alfredo                       | Lombardia               | Partito dei contadini      |
| Romano, Michele                         | Abruzzi e Molise        | Nazionale                  |
| Romano, Ruggero                         | Sicilia                 | Nazionale                  |
| Romita, Giuseppe                        | Piemonte                | Socialista massimalista    |
| Rosboch, Ettore Bernardo                | Veneto                  | Nazionale                  |
| Rossi di Montelera, Cesare              | Piemonte                | Nazionale                  |
| Rossi Passavanti, Elia                  | Lazio e Umbria          | Nazionale                  |
| Rossi, Francesco                        | Liguria                 | Socialista unitaria        |
| Rossi, Pelagio                          | Campania                | Nazionale                  |
| Rossi, Pier Benvenuto                   | Piemonte                | Nazionale                  |
| Rossini, Aldo                           | Piemonte                | Nazionale                  |
| Rossoni, Edmondo                        | Emilia                  | Nazionale                  |
| Rotigliano, Edoardo                     | Toscana                 | Nazionale                  |
| Rubilli, Alfonso                        | Campania                | Liberale                   |
| Rubino, Giuseppe                        | Sicilia                 | Nazionale                  |
| Russo, Gioacchino                       | Sicilia                 | Nazionale                  |
| Russo, Luigi                            | Venezia Giulia          | Nazionale                  |
| Saitta, Vincenzo Luigi                  | Sicilia                 | Opposizione costituzionale |
| Salandra, Antonio                       | Puglie                  | Nazionale                  |
| Salerno, Edoardo                        | Calabria e Basilicata   | Nazionale                  |
| Salvi, Giunio                           | Campania                | Nazionale                  |
| Sandrini, Amedeo                        | Veneto                  | Nazionale                  |
| Sanna, Carlo                            | Sardegna                | Nazionale                  |
| Sansanelli, Nicola                      | Calabria e Basilicata   | Nazionale                  |
| Sansone, Luigi                          | Campania                | Nazionale                  |
| Sardi, Alessandro                       | Abruzzi e Molise        | Nazionale                  |
| Sarrocchi, Gino                         | Toscana                 | Nazionale bis              |
| Savelli, Rodolfo                        | Liguria                 | Nazionale                  |
| Savini, Vincenzo                        | Abruzzi e Molise        | Nazionale                  |
| Schirone, Carlo                         | Puglie                  | Nazionale bis              |
| Scialoja, Antonio                       | Campania                | Nazionale                  |
| Scorza, Carlo                           | Toscana                 | Nazionale                  |
| Giacomo Scotti                          | Piemonte                | Partito dei contadini      |
| Serena, Adelchi                         | Abruzzi e Molise        | Nazionale bis              |
| Serpieri, Arrigo                        | Emilia                  | Nazionale                  |
| Severini, Arduino                       | Calabria e Basilicata   | Nazionale                  |
| Siciliani, Luigi                        | Calabria e Basilicata   | Nazionale                  |
| Siles, Nicola                           | * Calabria e Basilicata | Popolare                   |
| Siotto, Salvatore                       | Sardegna                | Nazionale                  |
| Sipari, Erminio                         | Abruzzi e Molise        | Nazionale bis              |
| Soleri, Marcello                        | Piemonte                | Liberale                   |
| Solmi, Arrigo                           | Lombardia               | Nazionale                  |
| Spezzotti, Luigi                        | Venezia Giulia          | Nazionale                  |
| Spinelli, Domenico                      | Lazio e Umbria          | Nazionale bis              |
| Spinelli, Enrico                        | Toscana                 | Nazionale                  |
| Srebrnic, Giuseppe                      | Venezia Giulia          | Comunista                  |
| Starace, Achille                        | Puglie                  | Nazionale                  |
| Sternbach, Paolo                        | Veneto                  | Slavi e tedeschi           |
| Suardo, Giacomo                         | Lombardia               | Nazionale                  |
| Susi, Attilio                           | Lazio e Umbria          | Nazionale                  |
| Suvich, Fulvio                          | Venezia Giulia          | Nazionale                  |
| Termini, Francesco                      | Sicilia                 | Popolare                   |
| Teruzzi, Attilio                        | Lombardia               | Nazionale                  |
| Terzaghi, Michele                       | Emilia                  | Nazionale                  |
| Tinzl, Karl                             | Veneto                  | Slavi e tedeschi           |
| Todeschini, Mario                       | Veneto                  | Socialista unitaria        |
| Tofani, Giovanni                        | Marche                  | Nazionale                  |
| Torre, Andrea                           | Campania                | Nazionale                  |
| Torre, Edoardo                          | Piemonte                | Nazionale                  |
| Torrusio, Ernesto                       | Lombardia               | Nazionale                  |
| Tosi, Gianfranco                        | Puglie                  | Liberale                   |
| Tosti di Valminuta, Fulco               | Campania                | Nazionale                  |
| Tovini, Livio                           | Veneto                  | Nazionale                  |
| Treves, Claudio                         | Lombardia               | Socialista unitaria        |
| Trigona, Emanuele                       | Toscana                 | Nazionale bis              |
| Tripepi, Domenico                       | Calabria e Basilicata   | Democratica sociale        |
| Troilo, Francesco Giustino              | Abruzzi e Molise        | Nazionale                  |
| Tullio, Francesco                       | Venezia Giulia          | Nazionale                  |
| Tumedei, Cesare                         | Marche                  | Nazionale                  |
| Tupini, Umberto                         | Marche                  | Popolare                   |
| Turati, Augusto                         | Lombardia               | Nazionale                  |
| Turati, Filippo                         | Lombardia               | Socialista unitaria        |
| Uberti, Giovanni                        | Veneto                  | Popolare                   |
| Ungaro, Filippo                         | Puglie                  | Nazionale                  |
| Vaccari, Marcello                       | Lombardia               | Nazionale                  |
| Vacchelli, Nicola                       | Lombardia               | Nazionale                  |
| Valentini, Luciano                      | Lazio e Umbria          | Nazionale                  |
| Valery, Valerio                         | Veneto                  | Nazionale                  |
| Vassallo, Ernesto                       | Sicilia                 | Nazionale                  |
| Vella, Arturo                           | Sicilia                 | Socialista massimalista    |
| Venino, Pier Gaetano                    | Lombardia               | Nazionale                  |
| Ventrella, Almerigo                     | Venezia Giulia          | Nazionale                  |
| Ventrella, Tommaso                      | Puglie                  | Nazionale bis              |
| Verdi, Alberto                          | Emilia                  | Nazionale                  |
| Viale, Guido                            | Piemonte                | Nazionale                  |
| Vicini, Marco Arturo                    | Emilia                  | Nazionale                  |
| Viola, Ettore                           | Toscana                 | Nazionale                  |
| Viotto, Domenico                        | Lombardia               | Socialista massimalista    |
| Visocchi, Achille                       | Campania                | Nazionale                  |
| Volpe, Gioacchino                       | Lombardia               | Nazionale                  |
| Volpi, Giulio                           | Lazio e Umbria          | Comunista                  |
| Wilfan, Giuseppe                        | Venezia Giulia          | Slavi e tedeschi           |
| Zaccaria Pesce, Francesco               | Puglie                  | Nazionale                  |
| Zancani, Elvidio                        | Liguria                 | Nazionale                  |
| Zimolo, Michelangelo                    | Veneto                  | Nazionale                  |
| Zugni Tauro, Spartaco                   | Veneto                  | Nazionale                  |